# Operation SO und SE
Südliche Salomonen

1942

Tulagi –
Guadalcanal

1943

Operation I –
Operation Vengeance –
Operation SO und SE
Zentral-Salomonen

1943

New Georgia –
Kula-Golf –
Kolombangara –
Vella-Golf –
Dogeared –
Vella Lavella –
Operation SE
Nördliche Salomonen

1943–1945

Treasury-Inseln –
Choiseul –
Kaiserin-Augusta-Bucht –
Bougainville –
Green Islands
Als Operation SO und SE bezeichneten die kaiserlich japanischen Streitkräfte Luftangriffe auf US-amerikanische Stützpunkte auf den Russell-Inseln und im Gebiet rund um Guadalcanal während des Pazifikkriegs im Zweiten Weltkrieg. 
Die Offensivattacken fanden am 7., 12. und 16. Juni 1943 statt. Sie waren Teil des japanischen Feldzugs auf den Salomonen und waren Teil eines Versuchs, die Schifffahrt und Luftwaffe der Alliierten zu zerstören. Damit wollten die Japaner die Offensive der Alliierten im Nordwesten entlang der Kette der Salomonen-Inselgruppe verlangsamen oder gar unterbinden.

## Vorgeschichte
Nachdem die Alliierten am 7. August 1942 auf der Insel Guadalcanal gelandet waren (→ Schlacht um Guadalcanal) und diese besetzen konnten, begannen sie im Jahr 1943 mit dem Vormarsch auf die Zentral-Salomonen. 
Die japanischen Streitkräfte unterhielten auf der zu den Russell-Inseln gehörenden Insel Pavuvu einen Stützpunkt. Im März 1943 wurden die Inseln von US-Truppen besetzt. Die US-Marine errichtete auf Mbanika einen großen Marinestützpunkt.
Im April desselben Jahres wurde als Nachfolger der Cactus Air Force AirSols gegründet. AirSols, zu dieser Zeit unter dem Kommando von Konteradmiral Marc A. Mitscher, war dem alliierten, aber von den USA geführten South Pacific Area unterstellt, was selbst Teil der Pacific Ocean Areas war. Den alliierten Fliegern standen die japanische 11. Luftflotte und die Vierte Luftarmee mit Sitz in Rabaul auf Neubritannien gegenüber.

## Planung
Mit dem Ziel die Invasion der Zentralsalomonen durch die Amerikaner zu verhindern startete Vizeadmiral Kusaka Jin'ichi, der Oberbefehlshaber der Südostflotte in Rabaul, im Juni 1943 eine Luftoffensive. Dazu gehörte auch eine zweiteilige Offensive gegen die alliierten Stützpunkte mit den Luftgruppen der 251. Kōkūtai, 204. Kōkūtai und 582. Kōkūtai im Gebiet um Guadalcanal. Die beiden Offensiven erhielten die Decknamen SO und SE.

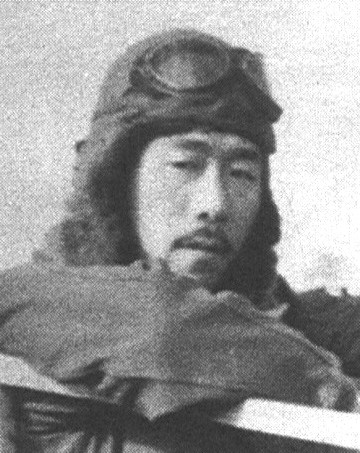
Kapitänleutnant Saburo Shindo

## Die SO-Luftangriffe
Am 7. Juni 1943 führte Kapitänleutnant Saburo Shindo von der 582. Kōkūtai einen ersten Angriff mit 81 einmotorigen Mitsubishi A6M -Jägern, bei den Alliierten als „Zeros“ bekannt, gegen eine Vielzahl von Zielen rund um das Guadalcanal-Gebiet aus. Seine Angriffseinheit bestand aus 21 Flugzeugen der 582. Kōkūtai, 24 der 204. Kōkūtai  und 36 der 251. Kōkūtai. 

Zu den Angriffszielen gehörte auch der von den Alliierten neu errichtete Flugplatz auf den Russell-Inseln. Dabei wurden die japanischen Jagdflugzeuge von einer starken Streitmacht alliierter Jäger verschiedenster Art abgefangen. Die United States Navy  und das United States Marine Corps  griffen die Japaner mit Grumman F4F Wildcat und Vought F4U Corsair Jägern an und die United States Army Air Forces kam mit Lockheed P-38 Lightning und Bell P-39 Airacobra-Jägern zur Hilfe. Im Verlauf der folgenden Luftkämpfe verloren beide Seiten mehrere Flugzeuge.

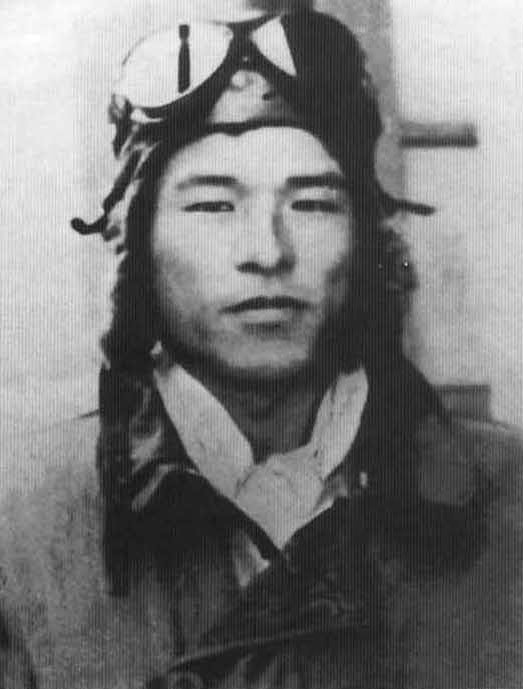
Leutnant Zenjiro Miyano

Fünf Tage später, am 12. Juni, startete die zweite SO-Angriffswelle der Japaner unter Führung von Leutnant Zenjiro Miyano. 24 Jagdflugzeuge der 204. Kōkūtai, 32 der 251. Kōkūtai und 21 der 582. Kōkūtai flogen unter seinem Kommando wiederum Angriffe auf dieselben Ziele. Wie bereits beim ersten Angriff wurden die japanischen Jäger von einer starken Streitmacht alliierter Jäger unterschiedlichster Art abgefangen und die folgenden Luftschlachten hatten ein ähnliches Ergebnis.
Der Verlust der Japaner belief sich während des ersten Einsatzes auf neun und während des zweiten Einsatzes auf sieben Jagdflugzeuge.
Wie üblich machten die japanischen Piloten übertriebene Behauptungen und gaben an, dass beim ersten Angriff 41 amerikanische Kampfflugzeuge abgeschossen worden seien und beim zweiten Angriff 24. Tatsächlich beklagten die Amerikaner beim zweiten Angriff den Verlust von sechs Flugzeugen.

## Der SE-Luftangriff
Der dritte Angriff, jetzt unter dem Decknamen SE, startete am 16. Juni. Im Gegensatz zu den SO-Attacken beinhaltete die SE-Operation neben dem regulären Kampfeinsatz auch einen Angriff auf alliierte Schiffe vor der Lunga-Küste im Norden Guadalcanals. Unter dem Kommando von Leutnant Tamotsu Ema wurden zu diesem Zweck 24 Sturzkampfbomber vom Typ Aichi D3A der 582. Kōkūtai aufgeboten. Als Eskorte und Kampfflugzeuge wurden 70 A6M-Jäger der 204., 251. und der 582. Kōkūtai eingesetzt. Sie flogen unter der Führung von Kapitänleutnant Saburo Shindo und Leutnant Zenjiro Miyano. Die Angriffstruppe startete um 10:00 Uhr vom Flugfeld Buin auf der Insel Bougainville.

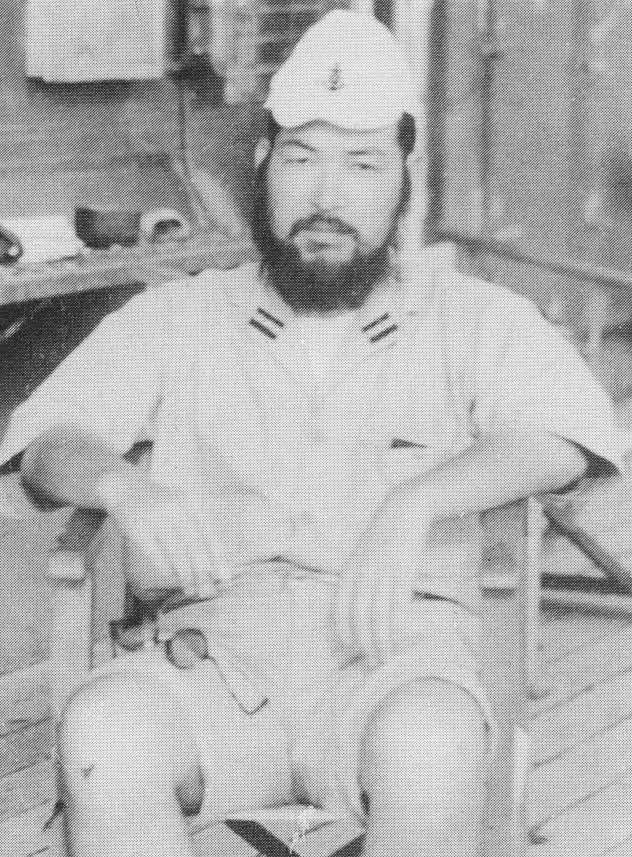
Leutnant Tamotsu Ema

Leutnant Ema erreichte mit den Sturzkampfbombern gegen Mittag Guadalcanal. Dort begannen sie mit den Angriffen auf die alliierte Schifffahrt vor Lunga und es gelang ihnen zwei vor Anker liegende alliierte Schiffe zu treffen. 
Kurz nachdem die Japaner die Bomben abgeworfen hatten, wurde das Geschwader von zahlreichen Wildcat-Jägern angegriffen, was zu Luftschlachten über dem Himmel von Guadalcanal führte. Leutnant Ema gelang es mit seinen Bombern zu entkommen, aber seine Maschine wurde schwer beschädigt und sein Beobachter kam dabei ums Leben. Nach einem Notstopp auf Vella Lavella gelang es ihm nach Buin und anschließend nach Rabaul zurückzukehren.
Unterdessen hatte Leutnant Miyano vom 204. Kōkūtai eine Taktik entwickelt,  bei der Jäger in geringer Höhe abstiegen, um den Sturzkampfbombern nach dem Abwurf ihrer Bomben Schutz zu bieten. Die eskortierenden Zero-Jäger testeten die neue Taktik während des Angriffs. Obwohl sie dazu beitrug, die Sturzkampfbomber besser zu schützen, wurde Miyano während der Aktion selbst getötet.

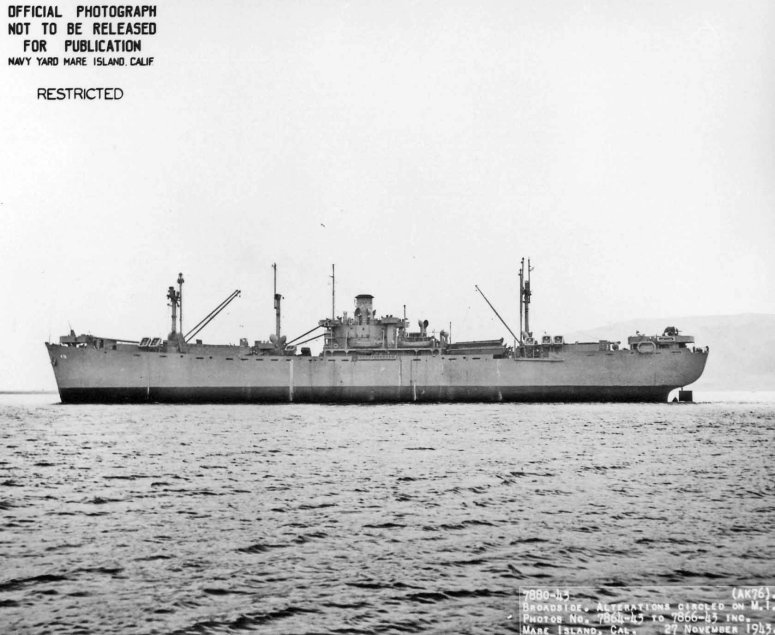
USS Celeno

Den japanischen Bombern war es bei der Operation SE lediglich gelungen das Frachtschiff Celeno und das Landungsschiff LST-340 zu beschädigen. Auf der Celeno gab es bei der Attacke 15 Tote und 19 Verwundete.
Die Japaner büßten bei der Operation SE 13 Sturzbomber und 15 Zero-Jäger ein, während nur sechs alliierte Jäger verloren gingen.